# Best of Bee Gees, Volume 2
Best of Bee Gees, Volume 2 è un album di raccolta del gruppo musicale Bee Gees, pubblicato nel 1973.

## Tracce
1. How Can You Mend a Broken Heart
2. I.O.I.O.
3. Don't Wanna Live Inside Myself
4. Melody Fair
5. My World
6. Let There Be Love
7. Saved by the Bell
8. Lonely Days
9. Morning of My Life (In the Morning)
10. Don't Forget to Remember
11. And the Sun Will Shine
12. Run to Me
13. Man for All Seasons
14. Alive